# Gingerol
Gingerol, genauer [6]-Gingerol ist eine wichtige geschmacksgebende Komponente des Ingwerrhizoms (Zingiber officinale). Gingerol ist die Hauptursache des scharfen Geschmacks von Ingwer.

## Verwandte Stoffe

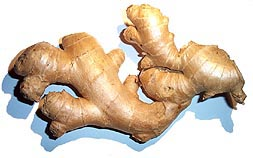
Ingwerrhizom

Bisher wurden in Ingwer neun Gingerole und verschiedene Shogaole, wie 6-,8-,10-Shogaol identifiziert. 6-Shogaol ist ein Abbauprodukt von [6]-Gingerol, welches durch Wasserabspaltung entsteht. Ebenfalls im Ingwer enthaltene und für den Geschmack bedeutsame Stoffe sind Zingiberen und Zingiberol.

## Analytik
Zur zuverlässigen qualitativen und quantitativen Bestimmung von Gingerol in verschiedenen Untersuchungsmaterialien eignet sich nach adäquater Probenvorbereitung die Kopplung der HPLC mit der Massenspektrometrie.

## Wirkung
Man vermutet zum einen, dass Gingerole, insbesondere die Shogaole, auf den Vanilloid-Rezeptor wirken und so eine anti-inflammatorische Reaktion auslösen. Es konnte gezeigt werden, dass die Scharfstoffe (Gingerol, Shogaol) einen spezifischen Einfluss auf das Interleukin-/Cytokinmuster haben. Anhand des Interleukin-/Cytokinmusters kann man unterschiedliche Reaktionen auf eine Krankheit sehen.
Weiter konnte gezeigt werden, dass die Scharfstoffe die iNOS (inducable NO-Synthase) beeinflussen, was möglicherweise Auswirkungen auf die glatte Muskulatur hat und so eine Konstriktion oder Dilatation der Gefäße hervorruft.